# لیموی دریایی قرصی
لیموی دریایی قرصی (نام علمی: Discodoris) نام یک سرده از تیره لیموهای دریایی قرصی است.